# 阿瓦隆·韦斯特尼斯
阿瓦隆·韦斯特尼斯（英語：Avalon Wasteneys，1997年8月31日—），加拿大女子赛艇运动员。她曾代表加拿大参加2020年夏季奥林匹克运动会赛艇比赛，获得女子八人单桨有舵手金牌。